# Laevichlamys
Laevichlamys is een geslacht van tweekleppigen uit de  familie van de Pectinidae (mantelschelpen). 

## Soorten
- Laevichlamys aliae (Dijkstra, 1988)
- Laevichlamys allorenti (Dijkstra, 1988)
- Laevichlamys andamanica (Preston, 1908)
- Laevichlamys boninensis (Dijkstra & Matsukuma, 1993)
- Laevichlamys cuneata (Reeve, 1853)
- Laevichlamys deliciosa (Iredale, 1939)
- Laevichlamys gladysiae (Melvill, 1888)
- Laevichlamys limatula (Reeve, 1853)
- Laevichlamys mollita (Reeve, 1853)
- Laevichlamys multisqualida Dijkstra, 1994
- Laevichlamys multisquamata (Dunker, 1864)
- Laevichlamys rubromaculata (Sowerby II, 1842)
- Laevichlamys sauciata (Gmelin, 1791)
- Laevichlamys squamosa (Gmelin, 1791)
- Laevichlamys superficialis (Forsskål in Niebuhr, 1775)
- Laevichlamys weberi (Bavay, 1904)
- Laevichlamys wilhelminae (Bavay, 1904)